# 乔治 (人名)
乔治源于Georgos（Γεωργός），含义农夫。雖起初為男性用名但現今可男女通用，可以指：

## 美国人名

### 科学

#### 生物
- 乔治·沃尔德（George Wald）美国生物化学家
- 乔治·夏勒（George Beals Schaller）美国动物学家
- 乔治·斯内尔（George D. Snell）美国遗传学家，免疫遗传学奠基人

#### 物理
- 乔治·伽莫夫（George Gamov）美籍俄裔物理学家，热大爆炸宇宙学模型创立者
- 乔治·斯穆特（George Fitzgerald Smoot）美国天体物理学家

#### 数学
- 乔治·丹齐格（George Bernard Dantzig）美国数学家

### 音乐
- 乔治·格什温（George Gershwin）美国作曲家
- 乔治·塞尔（György Széll）美籍匈牙利指挥家
- 乔治·史瑞（George Strait）美国乡村音乐歌手

### 电影
- 乔治·伊兹（George Coleman Eads）美国演员
- 乔治·卢卡斯（George Walton Lucas）美国电影导演、制片人
- 乔治·克鲁尼（George Timothy Clooney）美国演员

### 乔治·布什
- 乔治·赫伯特·沃克·布什（George Herbert Walker Bush）第四十一任美国总统
- 乔治·沃克·布什（George Walker Bush）第四十三任美国总统
- 乔治·布什（George Bush (biblical scholar)）神學家，两个美国布什总统的远亲

### 政治
- 乔治·华盛顿（George Washington）美国第一任总统
- 乔治·普拉特·舒尔茨（George Pratt Shultz）曾任美国劳工部长、美国财政部长和美国国务卿
- 乔治·凯南（George Frost Kennan）美国外交家、历史学家

### 军事
- 乔治·巴顿（George Smith Patton）美国陆军上将
- 乔治·马歇尔（George Catlett Marshall）美国陆军五星上将

### 商人
- 乔治·索罗斯（George Soros）美籍匈牙利裔商人
- 乔治·威斯汀豪斯（George Westinghouse）发明家，西屋电气创始人

### 体育
- 乔治·迈肯（George Lawrence Mikan）美国篮球运动员
- 乔治·因卡皮耶（George Hincapie）美国职业自行车运动员

### 文学
- 乔治·塞尔登（George Selden）美国儿童文学作家

## 英国人名

### 贵族
- 乔治·伊登伯爵（George Eden）英国的印度总督
- 乔治·懿律（George Elliot）英国贵族
- 乔治·维利尔斯（George Villiers）白金汉公爵
- 乔治·马戛尔尼（George Macartney）英国政治家、外交家
- 喬治·亞歷山大·路易（George Alexander Louis）威廉王子的長子

### 首相
- 乔治·坎宁（George Canning）曾短暂出任1827年英国首相
- 乔治·汉密尔顿·戈登（George Hamilton-Gordon）1852-1855年英国首相
- 戴维·劳合·乔治（David Lloyd George）1916－1922年英国首相

### 军事
- 乔治·汉密尔顿（George Hamilton）英国军事家
- 乔治·霍华德（George Howard）英国陆军元帅

### 音乐
- 乔治·迈克尔（George Michael）英国籍希腊裔流行乐歌手
- 乔治·哈里森（George Harrison）披头四乐队成员之一

### 作家
- 路易斯·乔治·亚历山大（Louis George Alexander）英国作家、英语教育专家
- 赫伯特·乔治·威尔斯（Herbert George Wells）英国科幻小说家
- 乔治·奥威尔（George Orwell），英国左翼反极权主义作家

### 其他
- 乔治·布尔（George Boole）英国数学家
- 乔治·马洛里（George Herbert Leigh Mallory）英国探险家

## 法国人名

### 音乐
- 乔治·普雷特（Georges Prêtre）法国指挥家
- 乔治·比才（Georges Bizet）法国作曲家

### 政治
- 乔治·克列孟梭（Georges Clemenceau）法国总理
- 乔治·让·雷蒙·蓬皮杜（Georges Pompidou）1969－1974年法国总统

### 其他
- 乔治·夏帕克（Georges Charpak）波兰裔法国物理学家
- 乔治·贝斯（Georges Besse）法国商人
- 乔治·桑（George Sand）法国19世纪女作家
- 乔治·秀拉（Georges-Pierre Seurat）后印象派画家

## 意大利人名
- 乔治·阿玛尼（Giorgio Armani）意大利时装设计师
- 乔治·纳波利塔诺（Giorgio Napolitano）第十一任意大利共和国总统
- 乔治·德·基里科（Giorgio de Chirico）希腊裔意大利超现实画派大师
- 乔治·科斯马图斯（George P. Cosmatos）意大利导演
- 乔治·莫罗德尔（Giorgio Moroder）意大利作曲家

## 爱尔兰人名
- 乔治·贝克莱（George Berkeley）爱尔兰哲学家
- 乔治·肖（George Bernard Shaw）爱尔兰剧作家，1925年获诺贝尔文学奖

## 其他

### 瑞士人名
- 乔治·德拉姆（Georges de Rham）瑞士数学家

### 利比里亚人名
- 乔治·维阿（George Manneh Oppong Ousman Weah）利比里亚足球运动员

### 匈牙利人名
- 乔治·索尔蒂（Georg Solti）匈牙利指挥家

### 俄罗斯人名
- 乔治·斯特拉（Georg Wilhelm Steller）俄罗斯生物学家
- 乔治·加邦（Georgy Gapon）血腥星期日的發起人

### 德国人名
- 格奥尔格·菲利普·泰勒曼（Georg Philipp Telemann）德国作曲家

### 罗马尼亚人名
- 乔治·埃内斯库（George Enescu）罗马尼亚作曲家、指挥家

### 特立尼达人名
- 乔治·马克斯韦尔·理查兹（George Maxwell Richards）特立尼达和多巴哥总统

### 奥地利人名
- 乔治·威廉·派伯斯特（Georg Wilhelm Pabst）奥地利电影导演

### 澳大利亚人名
- 乔治·拉兹比（George Robert Lazenby）澳大利亚演员

### 台灣人名
- 張兆志台灣演員，綽號：乔治

### 希臘人名
- 乔治 (特拉比松帝国)，特拉比松帝國君主

## 其他语言
- 阿姆哈拉语：Giyorgis（ጊዮርጊስ）
- 阿拉伯语：Jirjis（جرجس），或Jeryes
- 阿拉贡语：Chorche
- 阿尔巴尼亚语：Gjergj
- 亚美尼亚语：Գեվորգ（Gevorg）
- 阿塞拜疆语：Georgi, Gürc（archaic）
- 巴斯克语：Gorka
- 保加利亚语：Георги（Georgi）
- 加泰罗尼亚语：Jordi
- 中文：
  - 繁体：/（注音：ㄑㄧㄠˊㄓˋ，男女通用/ㄑㄧㄠˊㄑㄧˊ，女性）
  - 简体：/（漢語拼音：Qiáo－zhì，男女通用/Qiáo－qí，女性）
  - 粵语：
- 克罗地亚语：男性：Jura，Jure，Juro，Juraj，Jurica，Đura，Đuro 女性：Đurđa，Đurđica
- 捷克语：Jiří
- 丹麦语：Jørgen [ˈjɶ:ɐn]，Jørn [ˈjɶ:ɐ̯ˀn]，Georg [ˈg̊e:ɔʊ̯, ˈg̊e:ʊ]
- 荷兰语：Joris，Sjors
- 英语：George [ˈdʒɔ:dʒ]（男性），Georgia [ˈdʒɔ:dʒə]（女性變體）
- 爱沙尼亚语：Jüri
- 芬兰语：Yrjö，Jyrki，Jyri，Yrjänä，Jori
- 法语：Georges [ˈʒɔʁʒ]
- 吉兹语：Giyorgis（ጊዮርጊስ）
- 格鲁吉亚语：გიორგი（Giorgi）
- 德语：Georg [ˈge:ɔʁk]，Jörg [ˈjœʁk]，Jürgen [ˈjʏʁgn̩]，Jörgen [ˈjœʁgn̩]
- 希腊语：Γεώργιος（Georgios）[ˈjɔrjɔs]（正式），Γιώργος（Giorgos）[ˈjɔrγɔs]（非正式）
- 夏威夷语：Keoki
- 希伯来语：אורי（Uri）
- 匈牙利语：György
- 冰岛语：Georg [ˈje:ɔrk]，Jörgen [ˈjœrkɘn]
- 爱尔兰语：Seoirse
- 意大利语：Giorgio [ˈdʒɔrdʒo]
- 日语：Jo-ji（ジョージ）
- 韩语：조지（Joji）
- 拉丁语：Georgius
- 拉脱维亚语：Georgs，Jurijs，Jurģis
- 立陶宛语：Jurgis
- 马其顿语：Ѓорѓија（Gjorgjija），Ѓоргија（Gjorgija），Ѓорги（Gjorgi），Георгија（Georgija）
- 马来语：Jurjis
- 马拉雅拉姆语：Geevarghese，Varghese，Varughese，Verghese，Varkey
- 挪威语：Jørgen，Georg
- 波兰语：Jerzy [ˈjɛʒï]
- 葡萄牙语：Jorge [ˈʒɔrʒ]
- 罗马尼亚语：通用：Gheorghe，Gherghina/男性：George，Gigi/女性：Geta，Georgeta
- 俄语：Георгий（Georgij），Юрий（Yury, Yuri, Iouri），Егор（Yegor）
- 苏格兰盖尔语：Deòrsa，Seòras，Deòrsag（女性）.
- 塞尔维亚语：Ђорђе（Đorđe），Ђypaђ（Đurađ），Ђуро（Đuro）
- 斯洛伐克语：Juraj
- 斯洛文尼亚语：Jurij，Jure
- 西班牙语：Jorge [ˈχɔrχɛ]（男性），Jorgelina，Georgina（女性）
- 瑞典语：Örjan [ˈœrjan]，Göran [ˈjø:ran]，Jörgen [ˈjœrgɘn]，Jörn [ˈjø:ɳ]，Georg [ˈje:ɔr]
- 古叙利亚语：Gewargis
- 埃塞俄比亚语：Giyorgis（ጊዮርጊስ）
- 威尔士语：Siôr，Siors，Siorus
- 梵文：राजन्（Rađa，Raja）
- 藏文：རྡོ་རྗེ།（rdo rje）

## 君主名称
- 乔治一世（George I）大不列颠国王、爱尔兰国王
  - 格奥尔格一世·路德维希（Georg I. Ludwig）汉诺威选帝侯
- 乔治二世（George II）大不列颠国王、爱尔兰国王
  - 格奥尔格二世·奥古斯特（Georg II. August）汉诺威选帝侯
- 乔治三世（George III）大不列颠国王、爱尔兰国王、联合王国国王
  - 格奥尔格三世·威廉·腓特烈（Georg III. Wilhelm. Friedrich）汉诺威选帝侯、汉诺威国王
- 乔治四世（George IV）联合王国国王
  - 格奥尔格四世·奥古斯特·腓特烈（Georg IV. August. Friedrich）汉诺威国王
- 乔治五世（George V）联合王国国王、印度皇帝
- 乔治六世（George VI）联合王国国王、印度皇帝
- 格奥尔格五世（Georg V）汉诺威国王
- 乔治一世（Γεώργιος A'）希腊国王
- 乔治二世（Γεώργιος Β'）希腊国王
- 乔治·图普一世（Siaosi Tupou I）汤加国王
- 乔治·图普二世（Siaosi Tupou II）汤加国王
- 乔治·图普五世（Siaosi Tupou V）汤加国王

|  | 本页或本分段罗列了有着相同名的人物，如果是一个内链将您引导到本页，您可能愿意通过点击对应的链接到达想要的条目。 |